# Fiery Cross-revet
Fiery Cross-revet, (kinesiska Yongshu Jiao, engelska Fiery Cross Reef) är ett rev och en konstgjord ö bland Spratlyöarna i Sydkinesiska havet. Kina betraktar den som sitt territorium och har på 2010-talet gjort stora utfyllnade, anlagt en flygplats soam utplacerat luftvärnsrobotar där.
Kinas krav på nationell överhöghet i regionen bestrids av grannländerna Vietnam, Taiwan  (Republiken Kina) och Filippinerna.